# Рудка (ліва притока Хоролу)
Ру́дка — річка в Україні, в межах Миргородського району Полтавської області. Ліва притока Хоролу (басейн Дніпра).

## Опис
Довжина річки 13 км, площа басейну 115 км², похил річки - 0,77 м/км. Долина неглибока, місцями слабовиразна, в пониззі заболочена. Річище звивисте, у верхів'ї пересихає. 

## Розташування
Рудка бере початок у селі Великий Байрак. Тече на південний захід і захід. Впадає до Хоролу за 158 км від його гирла на південь від села Зубівки. 